# بچه‌های گمشده
بچه‌های گمشده (Lost Children) فیلم مستندی از علی صمدی احدی و اولیور استولتز است که در سال ۲۰۰۵ دربارهٔ زندگی سخت کودکان سرباز شمال اوگاندا و استفاده نظامی از کودکان در جنگ‌های ۱۸ سالهٔ ارتش مقاومت خدا ساخته است و جایزه فیلم سال آلمان را دریافت کرده است.
این فیلم در جشنواره بین‌المللی فیلم برلین ۲۰۰۵ جایگاه سوم پانوراما را به دست آورد و جایزه یونیسف ۲۰۰۵ را کسب کرد. در سال ۲۰۰۵ نامزد دریافت جایزه Deutschen Kamerapreis Köln آلمان در ردهٔ مستند شد.